# Speedwell (Schiff, 1753)
Die  Speedwell war eine britische 8-Kanonen-Sloop der Cruizer-Klasse. Das Schiff wurde am 27. August 1779 in ein Brandschiff umgewandelt und in Spitfire umbenannt und wurde schließlich am 5. Dezember 1780 in Sheerness für 160 Pfund verkauft.
Das Schiff nahm 1757 an der Louisbourg-Expedition nach Nova Scotia unter Vice Admiral Francis Holburne teil. Im Juni 1758 eskortierte die Speedwell als Teil von Commodore Richard Howes Geschwader die 14.000 Mann starken britische Invasionstruppen unter dem Duke of Marlborough an die französische Küste; die Truppen konnten zwar ohne Schwierigkeiten am 5. Juni an Land gesetzt werden, aber der geplante Angriff auf Saint-Malo wurde wegen Aussichtslosigkeit abgesagt und die Truppen schifften sich am 11. und 12. Juni wieder ein. Die Speedwell segelte mit Marlboroughs Bericht dem heimkehrenden Geschwader voraus. Bei dem zweiten Versuch im September des gleichen Jahres nahm die Speedwell vermutlich ebenfalls teil; die Schlacht von Saint-Cast endete mit einer britischen Niederlage.

## Kapitäne
- Captain James Webb, Februar 1753 – 6. August 1756
- Commander Thomas Cornwall, 6. August 1756 – 7. Februar 1757[5]
- Captain Robert Bond, 7. Februar 1757 – 13. Januar 1758[6]
- Commander Joseph Fraine, 13. Januar 1758 – März 1759[7]
- Commander Samuel Taylor, 2. März 1759 – März 1760
- Commander Thomas Fitzherbert, 14. März 1760 – März 1761[8]
- Captain William Kite, 4. März 1761 – 1763[9]
- Commander Robert Fanshawe, Juni 1763 – September 1766[10]
- Commander James Feattus, 1770 – 1773
- Captain Richard Pearson, 25. Januar 1773 – 1776[11]
- Commander John Harvey, Mai 1776 – 16. September 1777[12]
- Captain John Harvey, 16. September 1777 – Mai 1778
- Commander Thomas Bornford Mainwaring, 13. Mai 1778 – 1779[13]
- Commander James Norman, 27. August 1779 – 1780[14]